# Vùng Kênh đào Panama
Vùng kênh đào Panama (Tiếng Tây Ban Nha: Zona del Canal de Panamá), là vùng lãnh thổ rộng 553 dặm vuông thuộc Cộng hòa Panama, bao gồm con kênh đào và vùng đất 5 dặm sâu hai bên bờ. Khu vực này có chiều dài 64 km, rộng 55 m.

## Lịch sử
Khi thành lập nước Panamá ngay từ năm 1903 thì đã có sự thỏa thuận với Hoa Kỳ để nhường "vĩnh viễn" (tiếng Anh: in perpetuity) con kênh đào cho Hoa Kỳ kiểm soát; ngược lại tân chính phủ Panamá được sự hậu thuẫn chính trị và kinh tế từ Hoa Kỳ chiếu theo hiệp ước Hay-Bunau-Varilla. Hoa Kỳ từ đó cai trị Khu vực kênh đào như lãnh thổ phụ thuộc. Hậu quả là về mặt địa lý, nước Panamá bị chia đôi thành hai phần, do lãnh thổ kênh đào cắt ngang ở giữa.
Hoa Kỳ thiết lập nền hành chánh cho khu vực kênh đào với hệ thống pháp luật, cảnh sát, và công chức riêng biệt. Dân Panamá có quyền ra vào khu vực kênh đào không bị kiểm soát nhưng việc buôn bán thì Hoa Kỳ can thiệp hạn chế để bảo vệ tiểu thương Panamá không bị con buông Hoa Kỳ chiếm lĩnh. Ngoài ra Hoa Kỳ còn dùng khu vực kênh đào để đồn trú binh lính và các mục đích quân sự.
Tháng Giêng 1964 khi một số sinh viên Panamá xuống đường đòi phải thượng cờ Panamá lên cùng với cờ Mỹ tại một ngôi trường trong vùng kênh đào; sự việc tiến đến xô xát và cờ Panamá bị xé rách. Dân Panamá cho đó điều sỉ nhục, càng xách động, đốt phá. Chính phủ Panamá cắt đứt bang giao với Hoa Kỳ, đòi điều chỉnh hiệp ước năm 1903. Phía Hoa Kỳ nhượng bộ, đồng ý cho treo cờ Panamá cùng với cờ Mỹ trên lãnh thổ kênh đào. Tiếp theo là hai bên xúc tiến điều đình, đi đến đồng thuận giải thể khu vực kênh đào chiếu theo hiệp ước Torrijos-Carter ký năm 1977. Ngày 1 Tháng Mười, 1979, Hoa Kỳ trao trả Khu vực kênh đào cho chính phủ Panamá. Riêng về con kênh thì cả hai Hoa Kỳ và Panamá sẽ cùng quản lý trong thời gian 20 năm, từ năm 1979 đến 1999. Cũng theo hiệp ước Torrijos-Carter thì giao thông trên con kênh được bảo đảm trung lập.
Kể từ năm 1999 Panamá nắm toàn quyền quản lý kênh Panamá.

## Nhân vật
Một số nhân vật tên tuổi Hoa Kỳ đã sinh ra trên lãnh thổ kênh đào như thượng nghị sĩ John McCain, Richard Prince, Kenneth Bancroft Clark và Rod Carew.